# New Day (programa de televisão)
New Day é um programa de televisão estadunidense exibido pela CNN, ancorado por Alisyn Camerota e John Berman. O programa é transmitido ao vivo a partir dos estúdios da CNN, localizado no 30 Hudson Yards, na cidade de Nova York.
New Day estreou em junho de 2013, onde era gravado no Time Warner Center. Em 2014, Camerota substituiu Kate Bolduan, co-apresentadora original do programa, com Chris Cuomo, que deixou o programa em maio de 2018. As edições de fim de semana, conhecidas respectivamente como New Day Saturday e New Day Sunday, são apresentadas por Victor Blackwell e Christi Paul, da sede mundial da rede no CNN Center em Atlanta, Geórgia. 

## Apresentadores
- Alisyn Camerota, âncora (2014–presente)
- John Berman, âncora (2018–presente)
- John Avlon, comentarista
- Victor Blackwell, âncora do fim de semana (2013–presente)
- Christi Paul, âncora do fim de semana (2013–presente)